# Бад-Пираварт
Бад-Пираварт (нем. Bad Pirawarth) — ярмарочная коммуна (нем. Marktgemeinde) в Австрии, в федеральной земле Нижняя Австрия.
Входит в состав округа Гензерндорф. Население составляет 1531 человек (на 31 декабря 2005 года). Занимает площадь 25,42 км². Официальный код — 3 08 05.

## Политическая ситуация
Бургомистр коммуны — Курт Янчич по результатам выборов 2005 года.
Совет представителей коммуны (нем. Gemeinderat) состоит из 19 мест.
- АНП занимает 11 мест.
- СДПА занимает 8 мест.